# Piramida Ameni Kemaua
Piramida Ameni Kemaua je staroegipčanska piramida v južnem Dahšurju. Zgrajena je bila okoli leta 1790 pr. n. št. za faraona Ameni Kemaua iz Trinajste egipčanske dinastije, ki je vladala v drugem vmesnem obdobju Egipta. Kamnito oblogo piramide so v celoti izropali, zato je od piramide ostalo samo njeno zelo slabo ohranjeno jedro iz blatnih zidakov. Piramido je leta 1957 odkril ezoterični filozof Charles Arthur Musès in jo leta 1968 izkopal. Piramida je bila prvotno visoka 35 m. Stranice so merile 52 m. Pogrebno sobo je tvoril en sam ogromen blok kvarcita, podoben tistemu v piramidi Amenemheta III. v Havari. V notranjost bloka je bil vklesan prostor za sarkofag in kanopske vrče.

## Odkritje in raziskave
Najstarejša omemba piramide Ameni Kemaua je v knjigi srednjeveškega arabskega zgodovinarja Taqi al-Din Ahmeda Al-Maqrizija z naslovom "Geografija in zgodovina Egipta" v poglavju, v katerem opisuje  piramide v Dahšurju. 
Piramido je ponovno odkrila ekipa  Charlesa Arthurja Musèsa leta 1957. Arhitekturo piramide sta kmalu zatem leta 1968 preučila Vito Maragioglio in  Celeste Rinaldi. Opis ostankov pogrebne opreme sta leta 1998 objavila Nabil Swelim in Aidan Dodson.